# Lepidium schaffneri
Lepidium schaffneri är en korsblommig växtart som beskrevs av Albert Thellung. Lepidium schaffneri ingår i släktet krassingar, och familjen korsblommiga växter. Inga underarter finns listade i Catalogue of Life.